# 海岸地球局
海岸地球局（かいがんちきゅうきょく）は、無線局の種別の一つである。

## 定義
電波法第63条に「陸上に開設する無線局であつて、人工衛星局の中継により船舶地球局と無線通信を行うもの」と、総務省令電波法施行規則第4条第1項第20号の3に「法第63条に規定する海岸地球局」と規定している。
引用の促音の表記は原文ママ、「法」は電波法のこと
また、電波法施行規則第3条第2項第1号には海上移動衛星業務を「船舶地球局と海岸地球局との間又は船舶地球局相互間の衛星通信の業務」と定義している。

## 概要
インマルサットが開設する人工衛星局（インマルサット人工衛星局）を介し船舶と通信を行う無線局で、通信網管理機能、地上の通信網との接続のための設備も併設されている。
地球局の一種であり、海上移動業務における海岸局に相当するものでもある。
具体的には、インマルサット通信を行うKDDI山口衛星通信センターのことであった。

## 免許
外国籍の者に免許は原則として与えられないことは電波法第5条第1項に定められているが、第2項に例外が列挙され
- 第8号　電気通信業務を行うことを目的として開設する無線局

が規定されているので、外国籍の者にも免許されることがある。
種別コードはTI。
有効期間は免許の日から5年。
但し、当初に限り有効期限は4年をこえて5年以内の11月30日
となる。
用途
従前の定義により電気通信業務用のみであった。

## 運用
電波法第16条第1項ただし書および電波法施行規則第10条の2により、運用開始の届出を要する。
電波法第63条により海岸地球局は原則として常時運用しなければならない。また、電波法第65条、無線局運用規則第42条第2号及び第43条の2第2項並びにこれらに基づく告示

により、6,417.500MHzから6,443.000MHzまでの間の周波数を指定された海岸地球局は、常時、次の周波数を聴守しなければならない。
- 1,537.750MHz（注1、2、3）
- 1,538.475MHz（注1、2、3）
- 3,605.000MHzから3,623.000MHz（注1）
- 3,612.100MHz（注1）
- 3,616.450MHz（注1）
- 4,192.500MHzから4、200.000MHzまで又は4,194.975MHzから4,200.000MHzまで（注2）
- 4,194.600MHz（注2）
- 4,198.950MHz（注2）
- 4,195.100MHz（注3）
- 4,195.000MHzから4,199.000MHzまで（注3）

注1　船舶地球局向けの送信周波数の範囲が1,530.000MHzから1,548.000Hzまでのインマルサット人工衛星局を通信の相手方とするものに限る。
注2　船舶地球局向けの送信周波数の範囲が1,535.000MHzから1,542.500Hzまで又は1,537.475MHzから1,542.500MHzまでのインマルサット人工衛星局を通信の相手方とするものに限る。
注3　船舶地球局向けの送信周波数の範囲が1,537.000MHzから1,541.000MHzまでのインマルサット人工衛星局を通信の相手方とするものに限る。

## 操作
電波法施行規則第33条に無線従事者を不要とする「簡易な操作」として規定している次の操作を除き、第三級海上無線通信士以上の無線従事者の管理を要する。
- 第5号(5)　無線設備の連絡の設定及び終了（自動装置により行われるものを除く。）に関する通信操作以外の通信操作で無線従事者の管理の下に行うもの
- 第8号　その他に別に告示するものに基づく告示[3]に定める次のもの
  - 第3項第3号　無線設備の通信操作であって、回線の試験又は技術援助に関するもの
  - 第3項第5号　プレストーク方式による無線電話の送受切替装置の技術操作

電波法施行規則第34条の2第1号により遭難通信、緊急通信又は安全通信の通信操作は、無線従事者でなければ行ってはならない。

## 検査
- 落成検査は、電気通信業務用は登録検査等事業者等による点検が可能で、この結果に基づき一部省略することができる。
- 定期検査は、電波法施行規則別表第5号第20号により周期は電気通信業務用は1年、それ以外は5年。電気通信業務用は登録検査等事業者等による検査が可能で、この結果に基づき省略することができる。
- 変更検査は、落成検査と同様である。

## 沿革
1989年（平成元年）
- 電波法に海岸地球局が「電気通信業務を行うことを目的として陸上に開設する無線局であつて、人工衛星局の中継により船舶地球局と無線通信を行うもの」と規定、また船舶地球局も規定[4]
- 電波法施行規則に海岸地球局、船舶地球局、海上移動衛星業務が定義[5]

引用の促音の表記は原文ママ
1993年（平成5年）- 地球局は、毎年一定の告示で定める日が免許の有効期限に

- 以後、免許の有効期限は免許の日から4年を超えて5年以内の11月30日までとなる。

2017年（平成29年）- 電波法の定義が現行のものに
- 用途が電気通信業務に限られたものではなくなった。

| 年度         | 総数 | 電気通信業務 | 出典                 | 出典                           |
| ------------ | ---- | ------------ | -------------------- | ------------------------------ |
| 平成11年度末 | 1    | 1            | 地域・局種別無線局数 | 平成11年度第4四半期末          |
| 平成12年度末 | 1    | 1            | 地域・局種別無線局数 | 平成12年度第4四半期末          |
| 平成13年度末 | 1    | 1            | 用途別無線局数       | H13 用途・業務・免許人・局種別 |
| 平成14年度末 | 1    | 1            | 用途別無線局数       | H14 用途・局種別無線局数       |
| 平成15年度末 | 1    | 1            | 用途別無線局数       | H15 用途・局種別無線局数       |
| 平成16年度末 | 1    | 1            | 用途別無線局数       | H16 用途・局種別無線局数       |
| 平成17年度末 | 1    | 1            | 用途別無線局数       | H17 用途・局種別無線局数       |
| 平成18年度末 | 1    | 1            | 用途別無線局数       | H18 用途・局種別無線局数       |
| 平成19年度末 | 1    | 1            | 用途別無線局数       | H19 用途・局種別無線局数       |
| 平成20年度末 | 1    | 1            | 用途別無線局数       | H20 用途・局種別無線局数       |
| 平成21年度末 | 1    | 1            | 用途別無線局数       | H21 用途・局種別無線局数       |
| 平成22年度末 | 1    | 1            | 用途別無線局数       | H22 用途・局種別無線局数       |
| 平成23年度末 | 1    | 1            | 用途別無線局数       | H23 用途・局種別無線局数       |
| 平成24年度末 | 1    | 1            | 用途別無線局数       | H24 用途・局種別無線局数       |
| 平成25年度末 | 1    | 1            | 用途別無線局数       | H25 用途・局種別無線局数       |
| 平成26年度末 | 1    | 1            | 用途別無線局数       | H26 用途・局種別無線局数       |
| 平成27年度末 | 1    | 1            | 用途別無線局数       | H27 用途・局種別無線局数       |
| 平成28年度末 | 1    | 1            | 用途別無線局数       | H28 用途・局種別無線局数       |
| 平成29年度末 | 1    | 1            | 用途別無線局数       | H28 用途・局種別無線局数       |
| 平成30年度末 | 1    | 1            | 用途別無線局数       | H30 用途・局種別無線局数       |
| 令和元年度末 | 0    | 0            | 用途別無線局数       | R01 用途・局種別無線局数       |
| 令和2年度末  | 0    | 0            | 用途別無線局数       | R02 用途・局種別無線局数       |
| 令和3年度末  | 0    | 0            | 用途別無線局数       | R03 用途・局種別無線局数       |
| 令和4年度末  | 0    | 0            | 用途別無線局数       | R04 用途・局種別無線局数       |
| 令和5年度末  | 0    | 0            | 用途別無線局数       | R05 用途・局種別無線局数       |